# Bull Moose Jackson
Benjamin Clarence „Bull Moose“ Jackson (* 22. April 1919 in Cleveland, Ohio; † 31. Juli 1989 ebenda) war ein US-amerikanischer Tenorsaxophonist, Sänger und Bandleader des Swing, Blues und Rhythm and Blues.

## Leben

### Kindheit und Jugend
Jackson wurde 1919 in Cleveland geboren und lernte als Kind Geige zu spielen, da seine Eltern es so wollten. Seinen Beinamen „Bull Moose“ (Elchbulle) erhielt er, da viele Freunde sagten, es sehen aus wie ein Elch. Als Jugendlicher erlernte Jackson Saxophon.

### Anfänge
Jackson begann seine Musikerkarriere in einer Formation namens The Harlem Hotshots, als er noch die High School besuchte. 1943 wurde er von dem Bandleader Lucky Millinder als Saxophonist eingestellt, dessen Musiker gaben ihm wegen seines Aussehens den Spitznamen „Bull Moose“. Als Vertretung für Wynonie Harris begann er in einer Show in Texas zu singen. Schließlich überzeugte ihn Millinder, im Juli 1945 einen Plattenvertrag als Solist bei dem King-Records-Tochterlabel Queen Records abzuschließen, um Rhythm-and-Blues-Titel aufzunehmen.

### Erfolge

Bull Moose Jackson – I Love You Yes I Do

Bull Moose Jackson – Big Ten Inch Record

Seinen ersten Hitparadenerfolg hatte Jackson im Juli 1948 mit I Know Who Threw the Whiskey, der sich auf Millinders Song Who Threw the Whiskey in the Well? bezog und die überhaupt erste Single im Katalog von Queen Records war. Als Queen Records nach nur 75 Singles wieder eingestellt wurde, wechselte er zum Mutterlabel King Records, das im März 1948 seinen dortigen ersten R&B-Chartserfolg All My Love Belongs To You präsentieren konnte. Im August 1947 nahm er seinen größten Erfolg auf, die Henry-Glover-Komposition I Love You, Yes I Do, die Platz eins der R&B-Charts erreichte und von dem eine Million Kopien verkauft wurden. Hier ist auch die von ihm gerade gegründete eigene Band, The Buffalo Bearcats, zu hören, mit der er in den nächsten fünf Jahren zahlreiche Platten in verschiedenen Musikrichtungen aufnahm; so auch romantische Crooner-Songs und Jump-Blues-Titel. Obwohl als B-Seite versteckt, notierte 1948 I Want A Bowlegged Woman einen fünften Platz, sowie sein größter R&B-Chart Hit, I Can't Go On Without You, der sich nach seiner Veröffentlichung im Mai 1948 acht Wochen auf Platz eins der R&B-Charts hielt. Im selben Jahr trat er mit Millinder auch in den Film Boarding House Blues auf. Ende der 1940er und Anfang der 1950er Jahre ging Jackson auf zahlreiche Tourneen in den USA. Ab 1951 spielten in seiner Band auch einige Jazzmusiker, wie der Bebop-Komponist und Arrangeur Tadd Dameron als Pianist, der Tenorsaxophonist Benny Golson, der spätere Jazz Messengers-Bassist Jymie Merritt sowie Johnny Coles, Frank Wess und Philly Joe Jones.

### Spätere Jahre
Jackson nahm noch bis 1955 Platten auf; als sich der Musikgeschmack veränderte, zog er sich eine Weile aus dem Musikgeschäft zurück und arbeitete in einer Cateringfirma in Washington, D.C. 1961 nahm er erneut erfolgreich seinen Hit I Love You, Yes I Do bei dem kleinen Label Seven Arts auf.
Anfang der 1980er Jahre trat Jackson mit der Pittsburgher R&B-Revivalband The Flashcats auf, die seine Titel spielten und spielte mit der Band 1985 das Album Moosemania ein. Danach ging Jackson noch auf Tourneen; er starb in seiner Heimatstadt Cleveland 1989 an Lungenkrebs.

## Diskografie (Singles mit Veröffentlichungsdatum)
- The Honeydripper / Hold Me Joe (Queen 4100), August 1945
- Bull Moose Jackson Blues / We Ain't Got Nothing but the Blues (Queen 4102), August 1945
- I Know Who Threw the Whiskey (In the Well) / Bad Man Jackson That's Me (Queen 4116), Februar 1946
- I Love You, Yes I Do / Sneaky Pete, (King 4181), Oktober 1947
- All My Love Belongs to You / I Want a Bowlegged Woman (King 4198), Januar 1948
- I Can't Go On Without You / Fare Thee Well, Deacon Jones (King 4230), Mai 1948
- Cleveland, Ohio Blues / I Know Who Threw the Whiskey in the Well (King 4244), Juli 1948
- Love Me Tonight / We Can Talk Some Trash (King 4250), August 1948
- Don't Ask Me Why / Oh John (King 4280), März 1949
- Little Girl Don't Cry / Moosey (King 4288), Mai 1949
- Houston Texas Gal / Come Back to Me (King 4305), Juni 1949
- Why Don't You Haul Off and Love Me / Is That All I Mean to You (King 4322), Oktober 1949
- Must You Go / Not Until You Came My Way (King 4335), Januar 1950
- A Fool in Love / Let Your Conscience Be Your Guide (King 4352), März 1950
- Sometimes I Wonder / Time Alone Will Tell (King 4373), April 1950
- Without Your Love / Have You No Mercy? (King 4422), Januar 1951
- Wonder When My Baby's Coming Home / Trust In Me (King 4451), April 1951
- I'm Lucky I Have You / Cherokee Boogie (King 4472), Mai 1951
- Nosey Joe / Sad (King 4524), März 1952
- (Let Me Love You) All Night Long / Bootsie (King 4535), Mai 1952
- There Is No Greater Love / Bearcat Blues (6. Februar 1952) (King 4551), Juli 1952
- Big Ten Inch Record / I Needed You (King 4580), November 1952
- Meet Me With Your Black Dress On / Try to Forget Him Baby (King 4634), Juni 1953
- I Wanna Hug Ya, Kiss Ya, Squeeze Ya / If You Ain't Lovin' You Ain't Livin' (King 4775), Januar 1955
- More of the Same / I Found My Love (Warwick M 575), 1960